# Araçoiaba da Serra (kommun)
Araçoiaba da Serra är en kommun i Brasilien.   Den ligger i delstaten São Paulo, i den sydöstra delen av landet, 900 km söder om huvudstaden Brasília. Antalet invånare är 27 323.
Följande samhällen finns i Araçoiaba da Serra:
- Araçoiaba da Serra

Trakten runt Araçoiaba da Serra består i huvudsak av gräsmarker. Runt Araçoiaba da Serra är det ganska tätbefolkat, med 144 invånare per kvadratkilometer.